# Paul Anxionnaz
Paul Anxionnaz, né le 31 décembre 1902 à Aime (Savoie) et mort le 20 février 1997 à Louveciennes (Yvelines), est un homme politique français. Il a fait partie des forces françaises libres.

## Biographie

### Carrière professionnelle
Diplômé de polytechnique, il a été professeur de lycée. Attaché de l'air à Copenhague puis Bucarest en 1939-1940, rallié à la France libre, il représente celle-ci en Hongrie jusqu'à son expulsion. Participant à X-Libre, il est ensuite chef d'état-major des forces aériennes de la France libre au Moyen Orient. Son frère, René Anxionnaz, également diplômé de polytechnique, fit partie des premiers chercheurs à travailler sur des prototypes d'avion à réaction.

### Carrière politique
De 1937 à 1940, Paul Anxionnaz est conseiller général radical du canton de Moûtiers en Savoie. Il est aussi secrétaire général adjoint du parti de 1936 et 1939. Il rejoint dès le départ la France Libre et siège à l'Assemblée consultative provisoire à Alger puis à Paris. 
Il devient à la Libération délégué (député) à l'Assemblée consultative provisoire avant d'être élu le 10 novembre 1946 député de la Marne à l'Assemblée nationale pour la Ire législature de la Quatrième République. Il y devient le président de la commission de la défense nationale. 
De 1951 à 1956, il est conseiller municipal de Châlons-sur-Marne.
Il est de nouveau élu député le 2 janvier 1956 pour la IIIe législature.
Il occupe le poste de secrétaire d'État aux Forces armées (Marine) du gouvernement Guy Mollet du 31 janvier 1956 au 11 juin 1957.
Il est secrétaire général du Parti radical de 1945 à 1948 et de 1955 à 1957. Il est aussi administrateur de la Société des avions Marcel Dassault-Breguet Aviation de 1968 à 1977.

### Franc-maçonnerie
Il est initié en franc-maçonnerie au sein de la loge parisienne « Liberté » du Grand Orient de France en 1926. Il est élu grand-maître de l’obédience en 1964 pour un an, avant d'occuper de nouveau la fonction de 1966 à 1969. Il dirige avec Fred Zeller et Jacques Mitterrand l'obédience au cours de la crise politique et sociale que traverse la France en mai 1968. 

## Décorations
- Commandeur de la Légion d'honneur Il est fait officier le 5 mai 1959, puis est promu commandeur le 17 avril 1987[6].
- Médaille de la Résistance française avec rosette (décret 11 mars 1947)